# Въоръжени сили на Османската империя
Въоръжените сили на Османската империя, разговорно и литературно наричани също Османска армия, е съвкупността от военните сили на Османската империя, съществували от около 1299 до 1923 година.

## Формиране
Османската армия има характеристиките на нередовна войска до 1451 г., т.е. непосредствено преди превземането на Константинопол. По времето на султан Мехмед II (Завоевателя) добива своя характерен облик, който просъществува до времето на „щастливото събитие“ – ликвидирането на еничарския корпус (1826). През тези близо четири века съществувала тази османска армия (15 – 19 век), създадена от Мехмед II. Редовната османска армия, наречена „капъкулу“, добива завършения си вид и статут при управлението на великия везир Хюсеин паша Кьопрюлю. 

## Родове войска
Османската армия включвала пехота, конница, артилерия, гвардия, специални части и османски флот и се подразделяла на столична/централна (Истанбул; Одрин – за Румелия и Бурса – за Анадола) и провинциална. Традиционно винаги към нея се включвала нередовна войска. С особен статут винаги се ползвал елитния еничарски корпус.

## Численост и въоръжение на Османската армия (1451 – 1768)
Предполага се, че в края на XVIII век османската армия е с 380 хил. численост, от която спахии – 132 хил.; еничари – 113 хил.; флота – 50 хил. и артилерия – 15 хил. Реалната ѝ численост се оценява на 180 хил. 
Предходно числеността на османската пехота и артилерия се оценят на:
| Година | 1484 | 1530 | 1547   | 1574   | 1582   | 1592   | 1609   | 1654   | 1666/67 | 1669/70 | 1687/88 | 1694/95 | 1699   | 1710/11 | 1728/29 | 1729/30 | 1761/62 | 1775/76 |
| ------ | ---- | ---- | ------ | ------ | ------ | ------ | ------ | ------ | ------- | ------- | ------- | ------- | ------ | ------- | ------- | ------- | ------- | ------- |
| Брой   | 7841 | 8407 | 12 131 | 13 599 | 16 905 | 23 232 | 37 627 | 51 047 | 47 233  | 39 470  | 62 826  | 78 798  | 67 729 | 43 562  | 24 803  | 98 726  | 55 734  | 61 239  |

| Численост на османския артилерийски корпус по години 1514 – 1769 | Численост на османския артилерийски корпус по години 1514 – 1769 | Численост на османския артилерийски корпус по години 1514 – 1769 | Численост на османския артилерийски корпус по години 1514 – 1769 | Численост на османския артилерийски корпус по години 1514 – 1769 | Численост на османския артилерийски корпус по години 1514 – 1769 | Численост на османския артилерийски корпус по години 1514 – 1769 | Численост на османския артилерийски корпус по години 1514 – 1769 | Численост на османския артилерийски корпус по години 1514 – 1769 | Численост на османския артилерийски корпус по години 1514 – 1769 | Численост на османския артилерийски корпус по години 1514 – 1769 | Численост на османския артилерийски корпус по години 1514 – 1769 | Численост на османския артилерийски корпус по години 1514 – 1769 | Численост на османския артилерийски корпус по години 1514 – 1769 |
| Година                                                           | 1514                                                             | 1527                                                             | 1567                                                             | 1574                                                             | 1598                                                             | 1609                                                             | 1660                                                             | 1669                                                             | 1687                                                             | 1699                                                             | 1702                                                             | 1739                                                             | 1769                                                             |
| ---------------------------------------------------------------- | ---------------------------------------------------------------- | ---------------------------------------------------------------- | ---------------------------------------------------------------- | ---------------------------------------------------------------- | ---------------------------------------------------------------- | ---------------------------------------------------------------- | ---------------------------------------------------------------- | ---------------------------------------------------------------- | ---------------------------------------------------------------- | ---------------------------------------------------------------- | ---------------------------------------------------------------- | ---------------------------------------------------------------- | ---------------------------------------------------------------- |
| Топчии                                                           | 348                                                              | 695                                                              | 1204                                                             | 1099                                                             | 2827                                                             | 1552                                                             | 2026                                                             | 2793                                                             | 4949                                                             | 4604                                                             | 1269                                                             | 7279                                                             | 1351                                                             |
| Топарабаджълари                                                  | 372                                                              | 943                                                              | 678                                                              | 400                                                              | 700                                                              | 684                                                              | 282                                                              | 432                                                              | 670                                                              | 1074                                                             | 470                                                              | 2274                                                             | 180                                                              |
| Джебеджии                                                        | 451                                                              | 524                                                              | 789                                                              | 625                                                              | 3000                                                             | 5730                                                             | 4180                                                             | 4789                                                             | 3503                                                             | 9629                                                             | 2462                                                             | 9877                                                             | 3691                                                             |
| Общо                                                             | 1171                                                             | 2162                                                             | 2671                                                             | 2124                                                             | 6527                                                             | 7960                                                             | 6488                                                             | 8014                                                             | 9122                                                             | 15307                                                            | 4201                                                             | 19430                                                            | 5222                                                             |

## Военни реформи
С дипломатическата революция и последвалата я седемгодишна война, в която Османската империя не участвала, настъпили значими военно-политически изменения които косвено, но съществено се отразили на османската армия. Загубата на руско-турската война (1768 – 1774) с договора от Кючук Кайнарджа взривили отвътре стабилността и сигурността на империята. Настъпилото кърджалийско време, с обявения гръцки проект, наложил спешната необходимост от извършването на военни реформи.

## Значение
Благодарение на армията си Османската империя в продължение на столетия е водеща военна сила в Мала Азия, Близкия изток, на Балканите, в Северна Африка и на полуостров Крим. Успехите на османската армия (15 – 17 век) всявали в цяла Европа – турски страх. 